# 홍용호

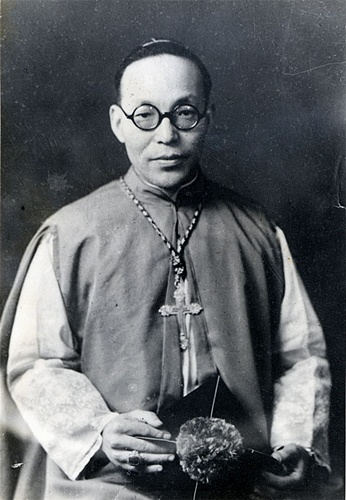
홍용호

홍용호(洪龍浩, 1906년 10월 12일 ~ 몰년 미상)는 한국의 로마 가톨릭교회 주교로 세례명은 프란치스코이며 평안남도 평양 출신이다.

## 생애
1920년 용산예수성심신학교(지금의 가톨릭대학교 신학부의 전신)에 입학한 뒤부터 신부 수업을 받았다. 1933년 5월 25일에는 주님 승천 대축일을 맞아 프랑스 출신의 선교사인 아드리앙 조셉 라리보(Adrien Joseph Larribeau, 한국명 원형근(元亨根))에 의해 사제로 서품되었다.
평양 관후리 주교좌성당 보좌 신부, 평양교구장 비서, 영유(永柔)·순천(順川)의 본당 신부를 역임했으며 교회 출판물 간행을 담당했다. 1934년 평양교구 출판 위원으로 임명된 뒤부터 평양교구가톨릭운동연맹 중앙부의 기관지인 《가톨릭연구강좌》(나중에 《가톨릭연구》로 개편됨)의 편집장 겸 주필을 역임했다. 1934년 8월 평양교구가톨릭운동연맹 의장으로 선임된 이후에는 평신도 중심의 전교 운동을 활성화시키는 데에 노력했다.
1937년에는 평양교구가톨릭운동연맹 중앙부의 기관지인 《가톨릭연구》를 《가톨릭조선》으로 개편한 이후에 편집장 및 주필 업무를 윌리엄 부스(William Booth) 신부에게 넘겨줬고 자신은 교구 출판 업무만을 맡았다. 《가톨릭조선》은 1936년 《가톨릭청년》이 폐간된 뒤부터 1938년 12월 재정난으로 인해 폐간될 때까지 한국 로마 가톨릭교회의 문화·학술을 대변하는 유일한 잡지였다. 태평양 전쟁이 일어난 1941년 12월에는 미국의 메리놀회 소속 신부들과 함께 일본 경찰로부터 간첩 혐의로 체포되었고 3개월 동안 옥고를 치르기도 했다.
1942년 2월에는 천주교 대목구장 대리로 임명되었고 1943년 3월에는 제6대 천주교 평양 대목구장으로 임명되었다. 1944년 3월 24일에는 교황 비오 12세로부터 평양 대목구 주교로 임명되었으며 1944년 6월 29일에는 사도 성 베드로와 성 바오로의 축일을 맞아 천주교 함흥교구, 베네딕도회로부터 노기남과 함께 봉헌했다.
1945년 8·15 광복과 함께 일제 당국에 몰수된 평양 관후리 주교좌성당을 되찾기 위해 소련 군정과의 협상을 벌였다. 1946년에는 평양 관후리 주교좌성당을 되찾은 뒤에 성당 신축 공사에 착수했다.
1949년에는 천주교 덕원자치수도원구의 보니파티우스 자우어(Bonifatius Sauer) 주교 체포, 덕원 성 베네딕도 수도원 몰수 조치에 항의하기 위해 김일성과의 면담을 요청했지만 면담 예정일이었던 5월 14일에 납치되고 만다. 평양인민교화소 특별 정치범 감옥에 수감된 이후에 실종되었다는 기록이 있을 뿐 이후의 행적에 대해서는 거의 알려져 있지 않다. 대한민국의 정진석 추기경은 그의 실종을 다음과 같이 판단했다.
1940년대 말에 있었던 로마 가톨릭교회 박해로 인해 조선민주주의인민공화국(북한)에서는 166명의 사제와 수도자가 살해되거나 납치되었는데 여기서 살아남은 사제를 알 도리는 없습니다. 《교황청 연감》은 그가 "실종되었다"는 기술을 계속하고 있습니다. 만약 당시 평양의 주교였던 그가 살아 있다면 현재는 100세가 되었을 것입니다. 성좌는 조선민주주의인민공화국(북한)의 로마 가톨릭교회가 고난 속에 있기 때문에 이러한 상황이 계속되고 있다고 판단하고 있습니다.

2013년 6월 로마 교황청은 홍용호가 공식적으로 사망했음을 인정했지만 그가 사망한 날에 대해서는 알려져 있지 않다.